# Rossellinae
Rossellinae is een onderfamilie van sponsdieren uit de klasse van de Hexactinellida. 

## Geslachten
- Anoxycalyx Kirkpatrick, 1907
- Aphorme Schulze, 1899
- Asconema Kent, 1870
- Aulosaccus Ijima, 1896
- Bathydorus Schulze, 1886
- Crateromorpha Gray in Carter, 1872
- Hyalascus Ijima, 1896
- Nodastrella Dohrmann, Göcke, Reed & Janussen, 2012
- Rossella Carter, 1872
- Schaudinnia Schulze, 1900
- Scyphidium Schulze, 1900
- Symplectella Dendy, 1924
- Trichasterina Schulze, 1900
- Vazella Gray, 1870
- Vitrollula Ijima, 1898